# باگزیلا
باگزیلا (به انگلیسی: Bugzilla) یک نرم‌افزار وب است که به عنوان نرم‌افزار ردیابی اشکال و ابزار تست به وسیله پروژه موزیلا طراحی و ساخته شد، و پروانه آن بر پایه پروانه همگانی موزیلا تنظیم گردید.
این نرم‌افزار متن‌باز به وسیله ارتباطات نت‌اسکیپ در سال ۱۹۹۸ ارائه گردید و در جهت ردیابی اشکال سیستم برای نرم‌افزارهای آزاد و متن‌باز و نرم‌افزارهای اختصاصی پروژه‌ها و محصولات سازمان‌های متفاوت تغییر یافت.